# Alberto III di Namur
Alberto (1035 circa – 22 giugno 1102) è stato un nobile francese, fu il quinto conte di Namur dal 1063 circa alla sua morte.

## Origine
Alberto, sia secondo il Cartulaire de la commune de Namur, tome premier, che secondo gli Actes des comtes de Namur de la première race, 946-1196, era figlio del quarto conte di Namur, Alberto II e della moglie, Regelinda, che, secondo la Fundatio Ecclesiæ S. Albani Namucensis, era figlia del duca della Bassa Lorena (Lotaringia), Gothelo o Gozelo o Gozzelone I di Lotaringia detto il Grande, e che, secondo la Genealogica ex Stirpe Sancti Arnulfi descendentium Mettensis era sorella di Oda e di Goffredo il Barbuto.
Alberto II di Namur, sia secondo il Cartulaire de la commune de Namur, tome premier, che secondo gli Actes des comtes de Namur de la première race, 946-1196, era figlio del secondo conte di Namur, Alberto I e della moglie, Ermengarda, che, secondo la Genealogica comitum Buloniensium era figlia del carolingio Carlo I di Lorena, duca della Bassa Lorena (Lotaringia), mentre secondo il Gestorum Abbatem Trudonensium Continuatio Tertia, era figlia del duca della Bassa Lorena (Lotaringia), Ottone, figlio di Carlo I di Lorena; anche il Fundatio Ecclesiæ S. Albani Namucensis, oltre confermare il matrimonio di Alberto I ed Ermengarda confermandola discendente dei Carolingi

## Biografia
La Genealogica comitum Buloniensium conferma che Alberto era figlio di Alberto II.
Secondo gli Actes des comtes de Namur de la première race, 946-1196, Alberto viene citato in un documento, nel 1035, assieme al padre Alberto II
Non si conosce l'anno esatto della morte di suo padre, Alberto II, comunque l'ultima volta che Alberto II viene citato in documento è nel 1062, mentre la citazione dell'anno successivo, potrebbe riferirsi al figlio, Alberto.
Dopo la sua morte Alberto gli succedette come Alberto III.
Nel 1076, dopo la morte di suo cugino, Goffredo, detto il Gobbo, duca della Bassa Lorena (Lotaringia), il ducato anziché andare al nipote del defunto duca, Goffredo di Buglione, come da espressa volontà di Goffredo il Gobbo, dall'imperatore dell'impero romano, Enrico IV di Franconia, fu assegnato al figlio di Enrico IV, Corrado, di due anni e Alberto III fu nominato vice-duca, come ci narra nel suo The Crusader Kingdom of Jerusalem: A Dynastic History 1099-112, il medievalista Alan V. Murray.
La vedova di Goffredo il Gobbo e zia di Goffredo di Buglione, Matilde di Canossa, non aveva gradito che al nipote fosse andata la signoria di Buglione, aveva nominato Alberto III suo rappresentante, degli interessi che aveva in Lotaringia, per cui Alberto, sapendo che Matilde aveva l'appoggio di papa Gregorio VII, nel 1080, pose l'assedio a Buglione, ma senza successo, in quanto il sedicenne, Goffredo di Buglione si seppe difendere egregiamente, e continuò a fargli la guerra per diversi anni.
Durante il conflitto, Alberto, nel 1085, uccise in duello Ermanno II di Lotaringia della stirpe degli Azzoni presso il castello di Ermanno a Dalhem (contea di Limburgo). Il conflitto si esaurì, quando l'imperatore Enrico IV, nel 1087, elevò il figlio, Corrado, a re dei Romani, riconoscendo il ducato della Bassa Lorena (Lotaringia) a Goffredo di Buglione.
Secondo il Cartulaire de la commune de Namur, tome premier, Alberto, nel 1096, avrebbe voluto prendere parte alla prima crociata, ma dovette rinunciare, causa l'età.
Secondo gli Actes des comtes de Namur de la première race, 946-1196, nel 1101, Aberto III, col figlio, Goffredo, combatté Enrico, conte di Limburgo, al seguito dell'imperatore, che, nel documento, n° 470, datato 1º giugno 1101, dei Diplomatum Regum et imperatorum Germaniae, Tomus VI.2, Heinrici IV. Diplomata, dell'imperatore del Sacro Romano Impero, Enrico IV di Franconia (Heinricus divina favente clementia tercius Romanorum imperator augustus) riconosce ad Alberto e ai suoi figli (Albertus comes Nammucensium filiis [suis] Godefrido, Heinrico, Alberto) la fondazione dell'abbazia di San Giacomo di Liegi.
Secondo le Notæ Bronienses, Alberto (Albertus comes Namucensis) morì nel 1102; gli Obituaire de l´abbaye de Brogne ou de Saint-Gérard´, Analectes pour servir à l´histoire ecclésiastique de la Belgique, Tome XVIII (non consultato) indicano come data della morte il 22 giugno 1102.
Ad Alberto III succedette il figlio primogenito, Goffredo, come Goffredo I

## Matrimonio e discendenza
Alberto III, secondo il Chronicon Sancti Huberti Andaginensis, aveva sposato, Ida di Sassonia, la vedova di Federico, conte di Malmedy e di Stablo, duca della Bassa Lorena (Lotaringia) e marchese di Anversa, che, secondo la Genealogia ex stirpe Sancti Arnulfi descendentium Mettensis era figlia del duca di Sassonia, Bernardo II e di Eilika di Schweinfurt, della dinastia Schweinfurt; Ida aveva portato in dote alcuno territori che, in seguito costituiranno la contea di La Roche; questi territori costituenti la dote di Ida, secondo la Chronica Albrici Monachi Trium Fontium, avevano spinto Alberto III a contestare, nel 1076, la signoria di Buglione a Goffredo di Buglione.
Ida, secondo gli Obituaire de l´abbaye de Brogne (non consultato), morì pochi giorno dopo il marito e fu sepolta a Namur.
Alberto da Ida aveva avuto cinque figli:
- Goffredo (1068 † 1139), come da Chronicon Sancti Huberti Andaginensis[29], conte di Namur[24];
- Enrico (1070 † 1138), come da Genealogica comitum Buloniensium[30], conte de La Roche[31];
- Federico († 1121), vescovo di Liegi[31] dal 1119;
- Alberto († 1122), conte di Giaffa, dal 1118[32];
- Alice (1068 † ap.1124), che sposò Ottone II, conte di Chiny[32].

## Ascendenza
|                          |                      |                       | Genitori                |  |  | Nonni |  |  | Bisnonni           |  |  | Trisnonni |  |
|                          |                      |                       |                         |  |  |       |  |  | Roberto I di Namur |  |  | …         |  |
|                          |                      |                       |                         |  |  |       |  |  | Roberto I di Namur |  |  | …         |  |
|                          |                      | …                     |                         |  |  |       |  |  | Roberto I di Namur |  |  |           |  |
| Alberto I di Namur       |                      |                       |                         |  |  |       |  |  | Roberto I di Namur |  |  |           |  |
|                          |                      | Liutgarda di Metz     | Adalberto I di Metz     |  |  |       |  |  |                    |  |  |           |  |
|                          |                      | Liutgarda di Metz     | Adalberto I di Metz     |  |  |       |  |  |                    |  |  |           |  |
|                          |                      | Liutgarda di Metz     | Luitgarda di Bidgau     |  |  |       |  |  |                    |  |  |           |  |
| Alberto II di Namur      |                      | Liutgarda di Metz     |                         |  |  |       |  |  |                    |  |  |           |  |
|                          |                      | Carlo I di Lorena     | Luigi IV di Francia     |  |  |       |  |  |                    |  |  |           |  |
|                          |                      | Carlo I di Lorena     | Luigi IV di Francia     |  |  |       |  |  |                    |  |  |           |  |
|                          |                      | Carlo I di Lorena     | Gerberga di Sassonia    |  |  |       |  |  |                    |  |  |           |  |
| Ermengarda di Lotaringia |                      | Carlo I di Lorena     |                         |  |  |       |  |  |                    |  |  |           |  |
|                          |                      | Adelaide di Troyes    | Roberto di Vermandois   |  |  |       |  |  |                    |  |  |           |  |
|                          |                      | Adelaide di Troyes    | Roberto di Vermandois   |  |  |       |  |  |                    |  |  |           |  |
|                          |                      | Adelaide di Troyes    | Adelaide di Châlon      |  |  |       |  |  |                    |  |  |           |  |
| Alberto III di Namur     |                      | Adelaide di Troyes    |                         |  |  |       |  |  |                    |  |  |           |  |
|                          | Goffredo I di Verdun | Gozlin                |                         |  |  |       |  |  |                    |  |  |           |  |
|                          | Goffredo I di Verdun | Gozlin                |                         |  |  |       |  |  |                    |  |  |           |  |
|                          | Goffredo I di Verdun | Oda di Metz           |                         |  |  |       |  |  |                    |  |  |           |  |
| Gothelo I di Lorena      | Goffredo I di Verdun |                       |                         |  |  |       |  |  |                    |  |  |           |  |
|                          |                      | Matilde di Sassonia   | Ermanno di Sassonia     |  |  |       |  |  |                    |  |  |           |  |
|                          |                      | Matilde di Sassonia   | Ermanno di Sassonia     |  |  |       |  |  |                    |  |  |           |  |
|                          |                      | Matilde di Sassonia   | Ildegarda di Westerburg |  |  |       |  |  |                    |  |  |           |  |
| Regelinda di Verdun      |                      | Matilde di Sassonia   |                         |  |  |       |  |  |                    |  |  |           |  |
|                          |                      | Berengario II d'Ivrea | Adalberto I d'Ivrea     |  |  |       |  |  |                    |  |  |           |  |
|                          |                      | Berengario II d'Ivrea | Adalberto I d'Ivrea     |  |  |       |  |  |                    |  |  |           |  |
|                          |                      | Berengario II d'Ivrea | Gisla del Friuli        |  |  |       |  |  |                    |  |  |           |  |
| Urraca d'Ivrea           |                      | Berengario II d'Ivrea |                         |  |  |       |  |  |                    |  |  |           |  |
|                          |                      | Willa III d'Arles     | Bosone d'Arles          |  |  |       |  |  |                    |  |  |           |  |
|                          |                      | Willa III d'Arles     | Bosone d'Arles          |  |  |       |  |  |                    |  |  |           |  |
|                          |                      | Willa III d'Arles     | Willa II di Borgogna    |  |  |       |  |  |                    |  |  |           |  |
|                          |                      | Willa III d'Arles     |                         |  |  |       |  |  |                    |  |  |           |  |

### Fonti primarie
- (LA)  Monumenta Germaniae Historica, Diplomatum Regum et imperatorum Germaniae, Tomus VI.2, Heinrici IV. Diplomata
- (LA)  Monumenta Germaniae Historica, Scriptorum, Tomus XXIII
- (LA)  Monumenta Germaniae Historica, Scriptorum, Tomus XXV
- (LA)  Monumenta Germaniae Historica, Scriptorum, Tomus XV. Pars II
- (LA)  Monumenta Germaniae Historica, Scriptorum, Tomus X
- (LA)  Monumenta Germaniae Historica, Scriptorum, Tomus IX
- (LA)  Monumenta Germaniae Historica, Scriptorum, Tomus VIII
- (LA)  Monumenta Germaniae Historica, Scriptorum, Tomus XXIV

### Letteratura storiografica
- (FR)  Cartulaire de la commune de Namur, tome premier
- (FR)  Actes des comtes de Namur de la première race, 946-1196